# Terry Bisson
Terry Ballantine Bisson (ur. 12 lutego 1942 w Owensboro, Kentucky, zm. 10 stycznia 2024) – amerykański pisarz s-f i fantasy, autor między innymi opowiadania Niedźwiedzie odkrywają ogień (ang. Bears Discover Fire) z 1990 roku, nagrodzonego Hugo oraz Nebulą.

## Publikacje

### Powieści
- Wyrldmaker (1981)
- Talking Man (1986)
- Fire on the Mountain (1988)
- Voyage to the Red Planet (1990)
- Pirates of the Universe (1996)
- The Pickup Artist (2001)
- Any Day Now (2012)

### Powieści na podstawie scenariuszy
- Johnny Mnemonic (1995) – na podstawie scenariusza filmu Johnny Mnemonic Williama Gibsona i opowiadania pod tym samym tytułem(inne języki) Williama Gibsona;
- Virtuosity (1995) – na podstawie scenariusza filmu „Virtuosity” Williama Gibsona;
- The Fifth Element (1997) – na podstawie scenariusza filmu Piąty element Luca Bessona i Roberta Marka Kamena i opowiadania Luca Bessona;
- Galaxy Quest (1999) – na podstawie scenariusza filmu „Galaxy Quest” Davida Howarda(inne języki) i Roberta Gordona(inne języki) i opowiadania Roberta Gordona;
- The Sixth Day (2000) – na podstawie scenariusza filmu „The Sixth Day” Cormaca Wibberleya i Marianne Wibberley;
- The X-Files #16: Miracle Man (2000) – na podstawie scenariusza odcinka serialu Z Archiwum X[2].